# 3D+, Swedish Design on Stage
3D+, Swedish Design on stage var en utställning som producerades av den statliga myndigheten Riksutställningar och föreningen Svensk Form, med stöd av Regeringskansliet och Svenska institutet. Syftet var att presentera och väcka intresset för svensk design genom att visa den på ett nyskapande vis. Utställningen turnerade till fyra orter i Sverige och fyra huvudstäder i övriga Europa under åren 2001 till 2002. Det skedde i anslutning till en reklamkampanj för svensk kultur under Sveriges ordförandeskap i EU:s ministerråd 2001. 3D+, Swedish Design on stage var också ett exempel på Riksutställningars teknik för att bygga så kallade mångsidiga eller flexibla utställningar.

## Bakgrund
3D+, Swedish Design on stage hade sin bakgrund i de strömningar som präglade 1990-talet. Så här berättar boken Kultur i rörelse – en historia om Riksutställningar och kulturpolitiken:
Gränserna mellan konst, konsthantverk, design och slöjd luckrades upp alltmer. Även designområdet påverkades och många formgivare influerades av närliggande genrer. Riksutställningar fångade upp de nya tendenserna och det ökade intresset för design på 1990-talet.
I efterdyningarna av den tidsandan tog planerna på 3D+ Swedish Design on stage form. Utställningen var en del av svenska regeringens kultursatsning/kulturreklamkampanj under Sveriges ordförandeskap i EU:s ministerråd, 1 januari till 30 juni 2001.  Satsningen presenterades som en mix av samtida svensk kultur, livsstil och samhälle. Programmet var en blandning av design, arkitektur, musik film och barnkultur. Innehållet i kultursatsningen visades genom utställningar, föreställningar, konserter och seminarier. Totalt ingick mer än 300 evenemang.
Kulturprogrammet, under Sveriges ordförandeskap, var ett samarbetsprojekt som leddes av Utrikesdepartementet och Sveriges ambassader och uppdrag utomlands. Samarbetspartners var Svenska institutet, Kulturdepartementet, Kulturrådet, Rikskonserter och Riksutställningar.

## Tema
Vandringsutställningen 3D+, Swedish Design on stage hade flera syften och teman. Ett syfte var att presentera mångfalden inom samtida svensk formgivning på ett nyskapande vis.. Svenska bruksföremål skulle genom utställningen bli en del av ett konstnärligt sammanhang. Så här beskrevs målsättningen i Alexis Pontvik, arkitekt och konstnärlig ledare i projektet: 
Utställningens idé och utformning har vandringsutställningen som huvudtema. Parallellt till temat finns uppgiften att koppla utställningen till scenkonst./.../
Syftet var inte bara att bryta ny mark inom utställningsmediet. 3D+, Swedish Design on stage handlade också om att väcka intresset för design hos publiken, men också medvetenheten om vad design innebar i ett vidare perspektiv. 

Projektbeskrivningen: 
Syftet med utställningen är att lyfta fram samtida svensk design i en tekniskt avancerad och innovativ utställningsform som väcker lust, nyfikenhet och fascination. Avsikten är att öka intresset och engagemanget för svensk design, internationellt såväl som nationellt, med inriktning på design som bruksföremål, livsstil och identitetsskapare.
Utställningskatalogen:
Med utställningen 3D+, Swedish Design on Stage vill Riksutställningar och Föreningen Svensk Form skapa en mötesplats som utmanar våra idéer om design – som inbjuder till samtal om tingen som omger våra liv.

## Produktion
3D+, Swedish Design on stage var en samling bruksföremål av ett flertal svenska formgivare och designgrupper. För att förverkliga kopplingen till scenkonst anlitades tre scenkonstnärer – en koreograf, en konstnär och en regissör. De tre fick uppdraget att placera in föremålen i olika sammanhang som skulle väcka uppmärksamhet genom att vara oväntade. Publiken skulle mötas av en slags  ”bruksföremålsvarieté”, där innehållet placerades in i en form av aktivt sammanhang istället för att presenteras som enbart döda ting. Designen fick en konkret scen, vilket utställningstitelns ”on stage” ville förmedla. 

Ur boken Kultur i rörelse – en historia om Riksutställningar och kulturpolitiken: 
/.../Besökaren skulle inte bara se föremålen, utan också lyssna på formerna, följa deras rörelser och se föremålens innersta./.../
Koreografen fick göra en film där dansare rörde sig med några av föremålen. Konstnären ansvarade för en ljudinstallation med ljud från en självgående gräsklippare och en dammsugare. Regissören designade ett rum som bestod av en del av de material som de utställda föremålen var tillverkade av. Väggarna gjordes bland annat av kork, plast och olja. I utställningen ingick också ett så kallat hörselspel, där skådespelare läste upp nyskrivna sagor om möten mellan olika föremål, exempelvis isdubben och tofflan, sockerströaren och rullatorn. 3D+ Swedish Design on stage fick en uppföljare i utställningen 100 tankar om konsthantverk, som också producerades av Riksutställningar och pågick mellarn åren 2005 och 2008.
De tre anlitade scenkonstnärerna var (som de presenterades i utställningskatalogen):
- Karl Dunér, frilansregissör med bakgrund inom teater, opera och film, men också olika former av konstprojekt med syfte att vara gränsöverskridande.
- Carl Michael von Hauswolff, ljud- och bildkonstnär i separatutställningar och internationellt uppmärksammade grupputställningar.
- Kenneth Kvarnström, koreograf vid svensk dansscen, bland annat Cullbergbaletten och 1996-1998 chef för Helsingfors Stadsteaters Danskompani i Helsingfors.[12]

### Lådor och ljus
Konkret bestod 3D+, Swedish Design on stage av cirka hundra föremål. Den totala utställningsytan var 300 kvadratmeter och målgruppen vuxna. Utställningen var inte konstant, den var ett exempel på Riksutställningars så kallade mångsidiga eller flexibla utställningar – som relativt enkelt skulle kunna anpassas till skiftande förutsättningar på respektive visningsplats. 3D+, Swedish Design on stage skulle förändras varje gång utställningen sattes upp på nytt, var tanken. Formen hos varje ny utställningslokal fick bestämma formen på utställningen och hur ytorna skulle utnyttjas av de tre scenkonstnärerna för att gestalta innehållet. Föremålens förpackningar blev en del av utställningen. Lådorna öppnades, vändes upp och ner och staplades på ett sätt så att de bildade socklar och utställningsytor för det enskilda föremål som visades.

Ur utställningsbeskrivningen:
Designföremålen ”radas upp” längs utställningssalens väggar. Föremålen samlas i mindre grupper där de iscensätts genom att etablera en dialog med varandra. Formmässiga skillnader eller likheter i material och karaktär, startar upp en dialog mellan föremålen inför betraktaren.
För att nå avsedd visningseffekt var ljussättningen viktig. Ljuset i utställningslokalen skulle vara dämpat – för att videoskärmarna skulle synas bättre och för att föremålen skulle kunna ”lyftas fram” med hjälp av ljus från 1 till 3 individuella lampor. Till belysningen användes 2,5 meter långa ”metspöliknande” kolfiberstavar, där 12-voltslampor monterades. Texter placerades på plexiglasplattor som fästes vid stavarna. Det så kallade ströljuset från lamporna fångades upp av texterna som på så vis belystes. Lysande siffror vid texterna markerade varje föremål och bidrog till orienteringen. Sammantaget skulle stavarna med belysning, texter och siffror bidra till att ge utställningen ett intryck av helhet. Stavarna bildade en bakgrund av svarta streck som dämpade lokalens inflytande på utställningens visuella framtoning. Stavarna stod placerade på en sockel av plattjärn, vilket gjorde dem enkla att flytta och ställas undan.

### Produktionsgruppen
- Projektledare: Josefin Eriksson.
- Konstnärlig ledare: Alexis Pontvik (arkitekt).
- Innehållsansvariga: Carl Mickael von Hausswolf (konstnär), Kenneth Kvarnström (koreograf), Karl Dunér (regissör).
- Ljusansvarig: Jan Guiedo.
- Turnéansvarig: Helene Larsson.
- Samarbetspartner: Svensk Form.[5]

## Turné
3D+, Swedish Design on stage invigdes i Sverige men kom till största delen att turnera till olika visningsorter i Europa. I länderna utanför Sverige ingick vandringsutställningen 3D+, Swedish Design on stage som en del av svenska regeringens svenska kulturlanserings-kampanj Swedish culture on tour, som pågick under året som Sverige hade ordförandeskapet i EU.

### 2001
- Bryssel, Belgien, Fondation pour l’Architecture, CIVA 3/2-11/3.
- Berlin, Tyskland, Vitra Design Museum 23/3-21/5.
- Dublin, Irland, National Museum of Ireland, Collins Barracs 11/6-12/8.
- Orsa, Dalagatan 1 13/10-25/11.[15][16]

### 2002
- Gävle, Gävleborgs läns museum 8/12-27/1.
- Stockholm, Stockholmsmässan i Älvsjö 14/2-17/2.[15][16]
- Ronneby, Kulturcentrum i Ronneby 2/3-14/4.[16]
- Uddevalla, Bohusläns museum 8/6-25/8.
- Madrid, Spanien, Circulo de Bellas Artes 5/11-27/11.[15][16]

Upplösning av 3D+, Swedish Design on stage föreslogs från och med 2003-01-14.

## Reaktioner
Dagens Nyheter, 2001-02-08:
Det syns direkt att det är en svensk kultursatsning. Det står en halv lastpall Absolut vodka vid ingången till utställningen "3 D+ Swedish Design on Stage" på Fondation pour l´Architecture i Bryssel./.../En av Riksutställningar och Svensk Form producerad utställning som kommer att visas i Berlin/.../och Dublin/.../ och så småningom kommer att turnera i Sverige./.../Det är skumt och surrigt därinne i den fönsterlösa, lagerliknande utställningslokalen. På en skylt uppmanas besökarna att "lyssna till formerna, se hur de rör sig och upptäcka tingens själ"./.../Det är ett enkelt men effektivt grepp, visar det sig. För ju mer jag spanar och lyssnar efter tingens själ, desto tydligare framstår de utställda föremålens varukaraktär. Ja, oljudet omkring dem låter faktiskt lika stressande som på en svensk stormarknad där högtalarna knastrar och skrapar och surret, gnisslet och blippandet från lysrör, datakassor och andra apparater överröstar bakgrundsmusiken./.../Det är ett ovanligt djärvt och roligt, trots det officiella sammanhanget okonventionellt och oförutsägbart urval./.../Det är bra. Mycket här är blont och nyenkelt, men helheten ger absolut inte ett strängt, renlärigt, puritanskt intryck utan är snarare naivt, troskyldigt konsumtionsoptimistiskt./.../Ja, man skulle nog kunna få köplust om det inte vore för de där stressande ljuden som kommer från några stora metallcylindrar och platta metallformer på golvet i salens mitt. Det är de, det vill säga scenkonstnärerna Carl-Michael von Hausswolffs, Karl Dunérs och Kenneth Kvarnströms installationer, som gör utställningen både intressant civilisationskritisk och problematisk. De (alla män som representerar konsten med stort K) har inte bara fått mest plats i rummet, utan också i utställningskatalogen./.../Detta trots att projektet letts av en kvinna, Josefin Eriksson, och katalogen formgivits av en kvinna, Sarah Sheppard./.../Det är en beklämmande bild av mäns och kvinnors olika värde som Riksutställningar, Svensk Form och Svenska institutet på regeringens uppdrag kör runt i Europa. Det hjälps inte hur mycket vodka man dricker.
Dagens Industri, 2001-03-22:
"Vi ska visa upp en bred bild av svensk design. Många har en föreställning om att det bara är avskalad formgivning, med mycket björk och vitt, men vi vill visa andra sidor", säger Josefine Eriksson från arrangören Riksutställningar. Utställningen 3D+ Swedish Design on Stage startar i dag, fredag, på Berlins nya designtempel Vitramuseet, en avläggare till anrika Vitra i sydvästra Tyskland. Bland rivningskåkar och lyxsanerade hus på nedgångna Kopenhagener Strasse i stadsdelen Prenzlauer Berg visar Sverige på 400 kvadratmeter upp drygt 80 objekt från 57 formgivare. Förutom fåtöljer, bord, lampor och glas visas bland annat en cykel, ryggsäcken Boblbee, producerad av Global Act och ritad av Jonas Blanking, Mats Theselius fåtölj Rex, Electrolux robotdammsugare av Inese Ljunggren, Orreforsproducerade vasen Move av Per B Sundberg och Atlas Copcos skakfria spettmaskin Cobra mk1, ritad av Björn Dahlström. Möbeljätten Ikea är däremot representerad med några föremål. 3D+ har tidigare visats i EU-huvudstaden Bryssel och ska i juni vidare till Dublin. Till hösten kommer utställningen till Stockholm. Sedan ska den på turné i övriga landet, med start i Uddevalla.
Svenska Dagbladet, 2002-11-04:
Svenska Institutet kommer tillsammans med Exportrådet att under november månad exponera Sverige och det svenska i Spanien. Syftet är att ge den spanska publiken en mer nyanserad bild av Sverige och förstås att utifrån det kunna knyta nya kommersiella kontakter de två länderna emellan. Satsningen är en av ett antal utställningar som kommer att visas runt om i världen. Design for every body kommer exempelvis att turnera i Europa under kommande året för att avslutas i Kanada till sommaren nästa år. Utställningen visar produkter som underlättar livet - oavsett om man är funktionshindrad eller ej. Swedish innovations, svenska uppfinningar och innovationer genom tiderna, ska de kommande åren visas i Brasilien, USA och Ryssland. Utställningen 3D+ - Swedish design on stage visar svensk formgivning och invigs samtidigt med Aires de Suecia. Samtliga utställningar är ett led i det arbete som regeringen, med näringsminister Leif Pagrotsky i spetsen, tagit fram. – Sverige ska bli världsledande på designområdet redan 2006, säger Leif Pagrotsky. Installationen Aires de Suecia (Svenska strömningar), som pågår 4-8 november, ska visa Sverige med utgångspunkt från fyra klädkollektioner. Men även mat, design och svenska innovationer kommer att presenteras./.../

## Ekonomi
Den totala kostnaden för vandringsutställningen 3D+, Swedish Design on stage beräknades 2000-09-26 till 4 930 000 kronor. Summan är baserad på kostnaderna för produktion och turné.
Från Svenska institutet fick 3D+, Swedish Design on stage ett bidrag på 437 000 kronor.